# 以前
以前（いぜん）とはある事柄より前のこと、以後（いご）とはある事柄より後のことである。ここでは、法律用語における以前・以後を解説する。

## 以前
法律用語において以前とは、一定の日時から起算した、その前の時間的間隔や時間の連続を表す用語である。「起算点となった日時を包括する」という意があり、起算点を含まない場合は「前」を使う。「前」は「以前」と同義的に用いられる場合はない。また、かつては勅や太政官符といった公式様文書において、事書の内容が2箇条以上のときに、次の行の本文の書き出しに使われていた。1箇条の時は通常「右」を用いるのが規則だったが、稀に以前も使われていた。

## 以後
法律用語において以後とは、一定の日時から起算した、その後の時間的間隔や時間の連続を表す用語である。「以前」と同じく「起算点となった日時を包括する」という意があり、起算点を含まない場合は「後」を用いる。但し、「後」については「この法律の施行後」など稀に「以後」と同義的に用いられる場合がある。また「後」は「以後」とも同義的に用いられるが、こちらはある時点から定期的に制度として行われる物に用い、予算や恩給、選挙などに用いる。

## 参考資料
- 法令用語事典（学陽書房、ISBN 4-313-11308-8）
- 日本国語大辞典（小学館）